# سهى سالم
سهى سالم (26 كانون الثاني/يناير 1965 - ) ممثله عراقية لُقبت بِنورسة المسرح العراقي.

## حياتها
ولدت سنة 1965، وهي من أصول جنوبية، وتحديداً من محافظة ذي قار. نشأت في بيت فني حيث تعلمت الفن على يد والدها الفنان العراقي الكبير طه سالم. شقيقتها الكبرى هي الفنانة شذى سالم، وشقيقها الفنان فائز طه سالم، بينما شقيقها سامر موسيقي، وعمتها وداد سالم ممثلة.
حصلت على بكالوريوس في الفنون الجميلة من جامعة بغداد، وماجستير في الفنون المسرحية، قسم الإخراج المسرحي، ودكتوراه في الفنون المسرحية، قسم الإخراج المسرحي، وكانت رسالتها بعنوان "التغريب في المسرح".

## مشوارها الفني
بدأت مسيرتها الفنية عام 1980 من خلال مسلسل النعمان الأخير، حيث وقفت أمام نخبة من كبار الممثلين العرب والعراقيين. بعد ذلك، شاركت في العديد من الأعمال المميزة والهامة، سواء العراقية أو المشتركة بين العراق ودول عربية، في مجالات التلفزيون، المسرح، السينما، والإذاعة. حصدت خلال مسيرتها العديد من الجوائز والتكريمات، وشاركت في العديد من المهرجانات الفنية.

## أعمالها

### في التلفزيون
- (2025): الأم طليعة
- (2013): الطوفان ثانية
- (2009): الثانية بعد الظهر
- (2009): الدهانة (مديحة خاتون)
- (2008): مملكة الشر
- (2007): الإمام الشافعي (ام الشافعي)
- (2007): فوبيا بغداد
- (2006): سارة خاتون
- (2005): شموع خضر إلياس (مهندسة)
- (2004): باشاوات آخر زمن
- (2002): شارع 40
- (2002):الإمام الشافعي
- (1998): أبو جعفر المنصور (الزوجة الأولى للمنصور)
- |1996:سفر ومحطات
- (1995): دموع السهارى
- (1995): الواهمون (رحاب)
- (1995): انفلونزا
- (1992): أصايل
- (1990): ابن حران (بدور)
- (1988): مقادير (اه يا المواجيع)
- (1986): أحلى الكلام
- (1983): أجنحة الثعالب
- (1981): النعمان الأخير (هند)
- (1985):الكذبة الأولى
- (1980): أيام ضائعة
- السر الغامض
- لقاء النشامى (هند)
- الورد في الاكمام
- انا وآمالي
- مواسم الحب
- الأصايل
- آه يا المواجيع
- المجاريح

### في السينما
- 1987: المنفذون
- 1987: عمارة 13
- 1987: صخب البحر

### في المسرح
- 2022: خلاف
- 2016: يارب
- 2011: الظلال (الزوجة)
- 2005: ثلاث نساء في الحرب
- 2003: زبيبة والملك[5]

## الجوائز
- العراق: جائزة أفضل ممثلة مسرحية بمهرجان المسرح العراقي 1984،1986
- العراق: جائزة الابداع للمسرح العراقي الجامعي كلية الفنون الجميلة
- مصر: جائزة الابداع الذهبية لأفضل ممثلة في الأعمال الذهبية التلفزيونية لمهرجان القاهرة
- العراق: جائزة الابداع الكبرى لأفضل ممثلة عن وزارة الثقافة والاعلام
- العراق: جائزة الابداع لأفضل ممثلة في العراق بمهرجان بابل الدولي 2015
- الجزائر: جائزة الابداع كافضل فنانة لعام 2016 عن مسرحية يارب التي شاركت في مهرجان المسرح العربي الذي أقيم في الجزائر.
- العراق: درع الجواهري للإبداع مقدمة من الأستاذ الباحث ناجح المعموري رئيس الاتحاد العام للادباء والكتاب 2017
- العراق: قلادة الابداع من د صالح الصحن تثمينا لمسيرتها الفنية الرائعة 2017
- العراق: جائزة كهرمانة من برنامج النهر الثالث.